# Krasnogorsk
Krasnogorsk (ros. Красногорск) – miasto w Rosji, w obwodzie moskiewskim, nad rzeką Moskwą, siedziba administracyjna rejonu krasnogorskiego. W 2020 roku liczyło ok. 175 tys. mieszkańców. Ośrodek przemysłu precyzyjnego, optycznego (m.in. produkcja aparatów fotograficznych „Zenit”), środków transportu, farmaceutycznego i materiałów budowlanych. W mieście działają: muzeum antyfaszystów niemieckich oraz państwowe archiwum dokumentów fotograficznych i audiowizualnych. Znajduje się tu także osiemnastowieczny zespół architektoniczny Znamienskoje-Gubajłowo, dawna siedziba księcia Wasilija Dołgorukowa-Krymskiego.

## Historia
W połowie XIX wieku na terenie dzisiejszego Krasnogorska utworzone zostało osiedle Bańki, które wzięło swoją nazwę od miejscowej rzeki. W 1926 do Baniek przeniosły się zakłady optyczno-mechaniczne i dla ich robotników założono w pobliżu osiedle Krasnaja Gorka. W 1932 połączono ze sobą wsie Pawszyno (znana od 1462) i Gubajłowo (znana od 1620) oraz osiedla Krasnaja Gorka i Bańki, tworząc nowe osiedle o nazwie Krasnogorsk. W 1940 osiedle Krasnogorsk otrzymało prawa miejskie. W latach 1945–1947 w tamtejszym obozie dla internowanych przetrzymywani byli członkowie rodzin Krasickich, Radziwiłłów (Janusz Radziwiłł wraz z żoną Anną), Branickich (m.in. Adam Branicki, Anna Branicka) oraz Zamoyskich.
Z uwagi na przemysł w mieście powstał zamysł (niezrealizowany) aby przemianować Krasnogorsk na Optikogorsk.
W 22 marca 2024 roku w znajdującej się w mieście sali koncertowej Crocus City Hall wtargnęło 5 uzbrojonych w karabiny automatyczne napastników którzy zaczęli strzelać do przypadkowych ludzi, którzy oczekiwali na rozpoczęcie się koncertu rockowego. Podczas ataku zginąć miało ponad 130 osób, a około 140 osób zostało rannych.

## Sport
- W Krasnogorsku urodził się radziecki hokeista Władimir Pietrow, a jego imieniem nazwano lodowisko w mieście[10]
- Zorki Krasnogorsk – klub piłki nożnej
- Zorki Krasnogorsk – klub bandy[1]
- Dinamo Krasnogorsk – klub hokeja na lodzie[1]
- stok narciarski[1]

## Współpraca
- Antibes, Francja
- Goirle, Holandia
- Höchstadt, Niemcy
- Płungiany, Litwa
- Sliwnica, Bułgaria
- Tukums, Łotwa
- Wągrowiec, Polska